# Santa Cristina de la Polvorosa
Santa Cristina de la Polvorosa ist ein nordwestspanischer Ort und eine Gemeinde (municipio) mit nur noch 1.027 Einwohnern (Stand: 2024) im Süden der Provinz Zamora in der Autonomen Gemeinschaft Kastilien-León.

## Lage und Klima
Santa Cristina de la Polvorosa liegt am westlichen Rand der Kastilischen Hochebene (Meseta Iberica) am Río Órbigo in einer Höhe von ca. 735 m. Die Provinzhauptstadt Zamora ist gut 55 km (Fahrtstrecke) in südlicher Richtung entfernt.
Das gemäßigte Kontinentalklima wird nur selten vom Atlantik beeinflusst; Regen (ca. 448 mm/Jahr) fällt vorwiegend im Winterhalbjahr.

## Bevölkerungsentwicklung
| Jahr      | 1970 | 1981 | 1991 | 2001 | 2011 | 2021 |
| Einwohner | 1433 | 1386 | 1348 | 1257 | 1159 | 1072 |

## Sehenswürdigkeiten

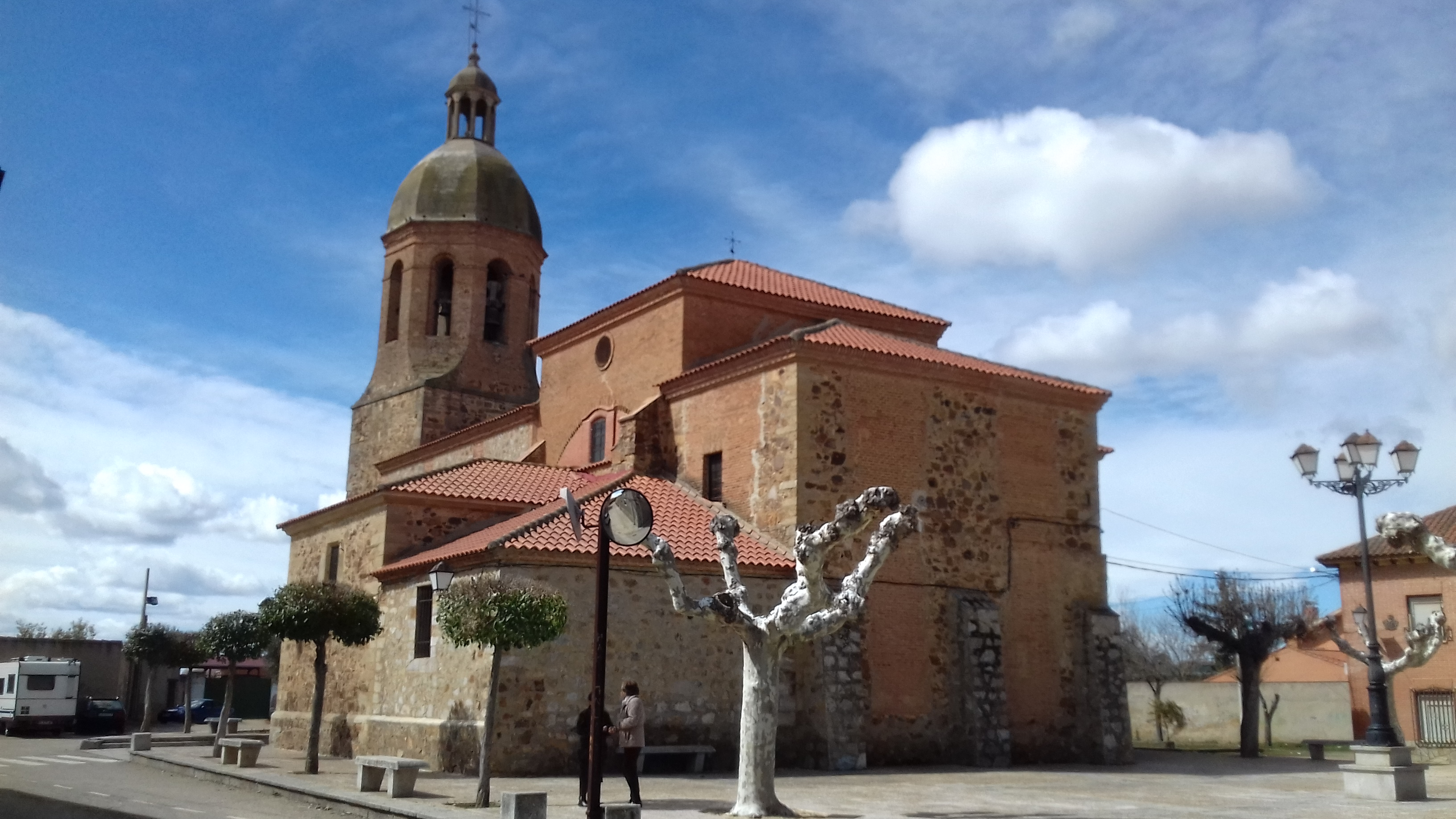
Christinenkirche
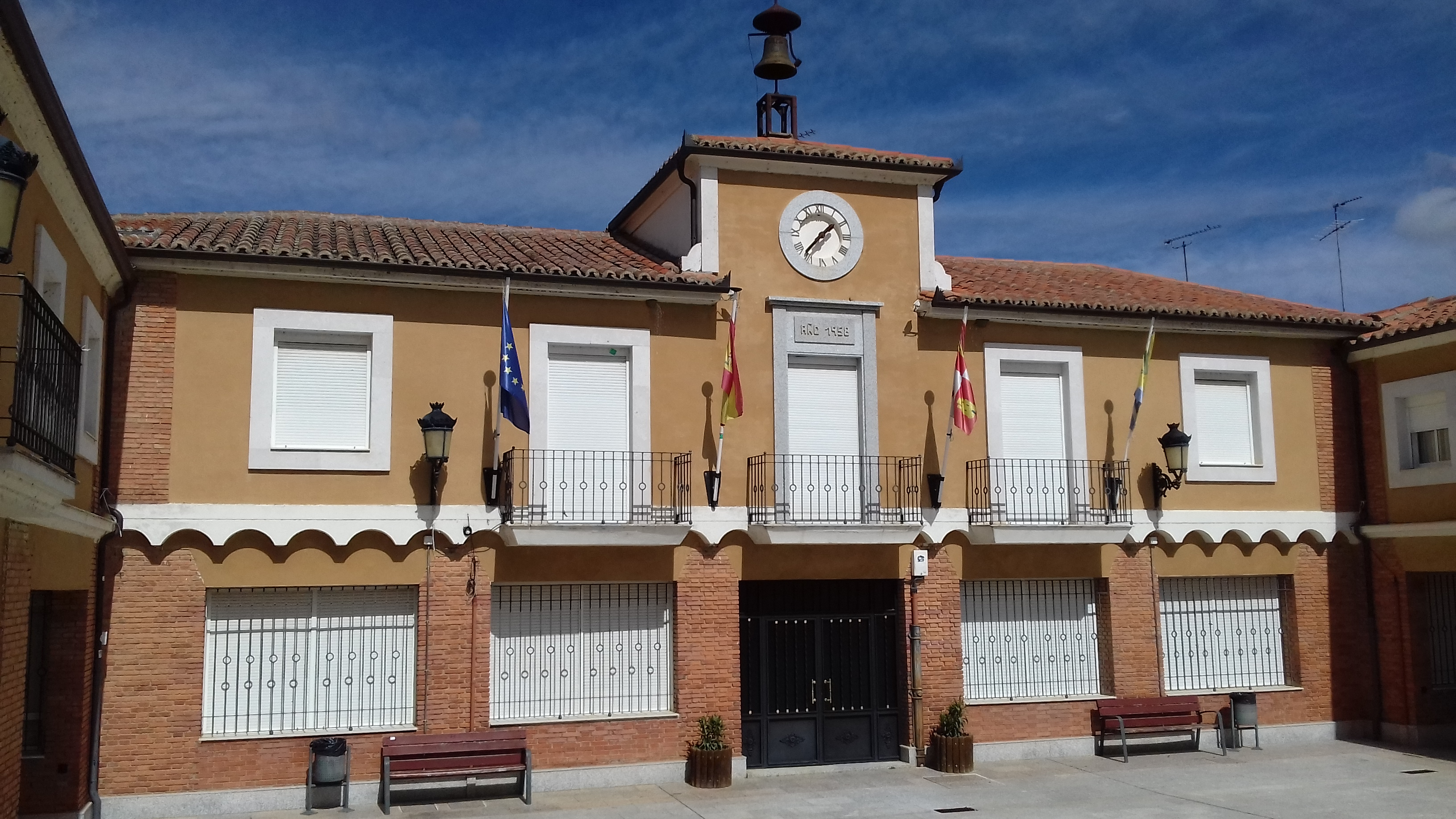
Rathaus

- Christinenkirche
- Rathaus